# ランフラットタイヤ

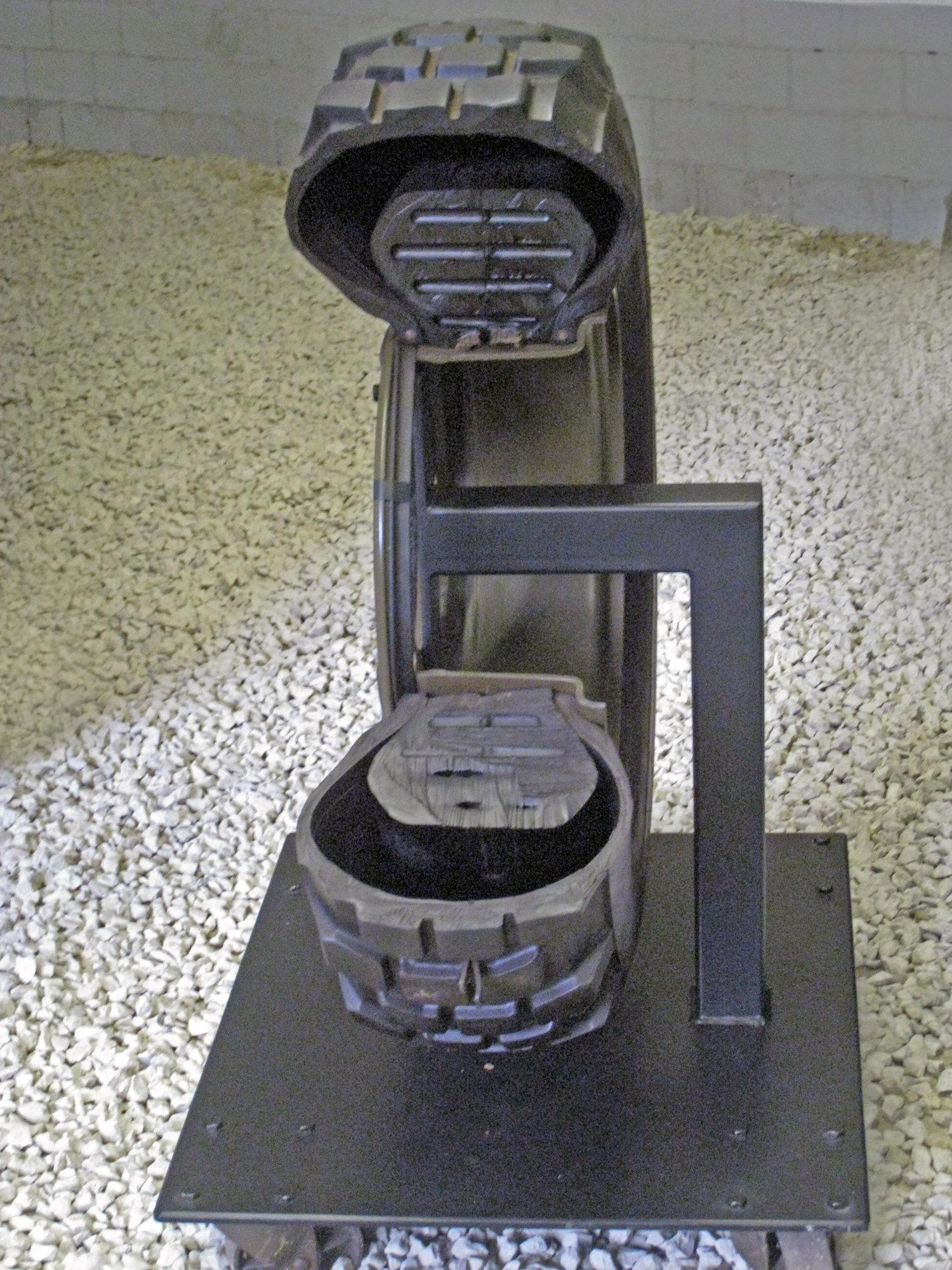
モワク ピラーニャで用いられている戦闘用ランフラットタイヤのカットモデル

ランフラットタイヤ (英語: run-flat tire) は、パンクした後でも100 km程度の走行が可能であるように設計されているタイヤ。一部の乗用車および新交通システムの鉄道車両で採用されている。また、軍用車両においては、四輪駆動車や六輪駆動トラックなどの輸送車両や、装輪装甲車や装輪戦車といった装輪型の装甲戦闘車両では多くの場合、戦闘用タイヤ (コンバットタイヤ) と呼ばれるランフラットタイヤが装着される。

## 概要
通常のタイヤではパンク直後に操縦性能が急激に悪化し、ドライバーが車を制御できなくなり事故に至る可能性がある。仮に停車できたとしても、後続車にとっては予測不可能な急停車になり、後続車に追突される可能性がある。ランフラットタイヤでは、パンク後もしばらくは走行が継続できるため、事故に遭遇するリスクを回避できる。特に、交通量の激しい道路や高速道路のほか、諸外国では治安の悪い地域や、軍用車両では戦闘中やNBC兵器を用いたテロの環境下など、危険な状態や場所で自動車を停止させてのタイヤ交換やパンク修理を回避できる。
ランフラットタイヤでもタイヤバースト (破裂) やショルダー部 (サイドウォール) やホイールリム変形を伴う大きな損傷など、ランフラットタイヤ自体が機能しなくなる損傷はまれである。よって、パンク修理剤が効かない広範囲なパンクに対してもランフラットタイヤの効果は絶大である。よって、ノーマルタイヤでパンク修理が可能なトレッド面であれば、ランフラットタイヤも同様にパンク修理が可能である。
また、スペアタイヤの搭載が不要になり、トランクスペースの拡大、デザイン自由度の向上、車両の軽量化 (スペアタイヤを積まないことによる軽量化分 > ランフラットタイヤ化によるタイヤ質量増加分) による燃費の向上 (ランフラットタイヤ自体はノーマルタイヤに比較して重くなり回転慣性マスも増加するため加減速時のタイヤ慣性マス加減速分のエネルギーは多く必要でありその分燃費は悪化する)、それによるCO2削減などといったメリットがある。さらに、自動車が廃車にされると、ほとんどのスペアタイヤは未使用にもかかわらずそのまま廃棄され、大きな環境問題となるため、この問題も解消できる。

### 軍事用途

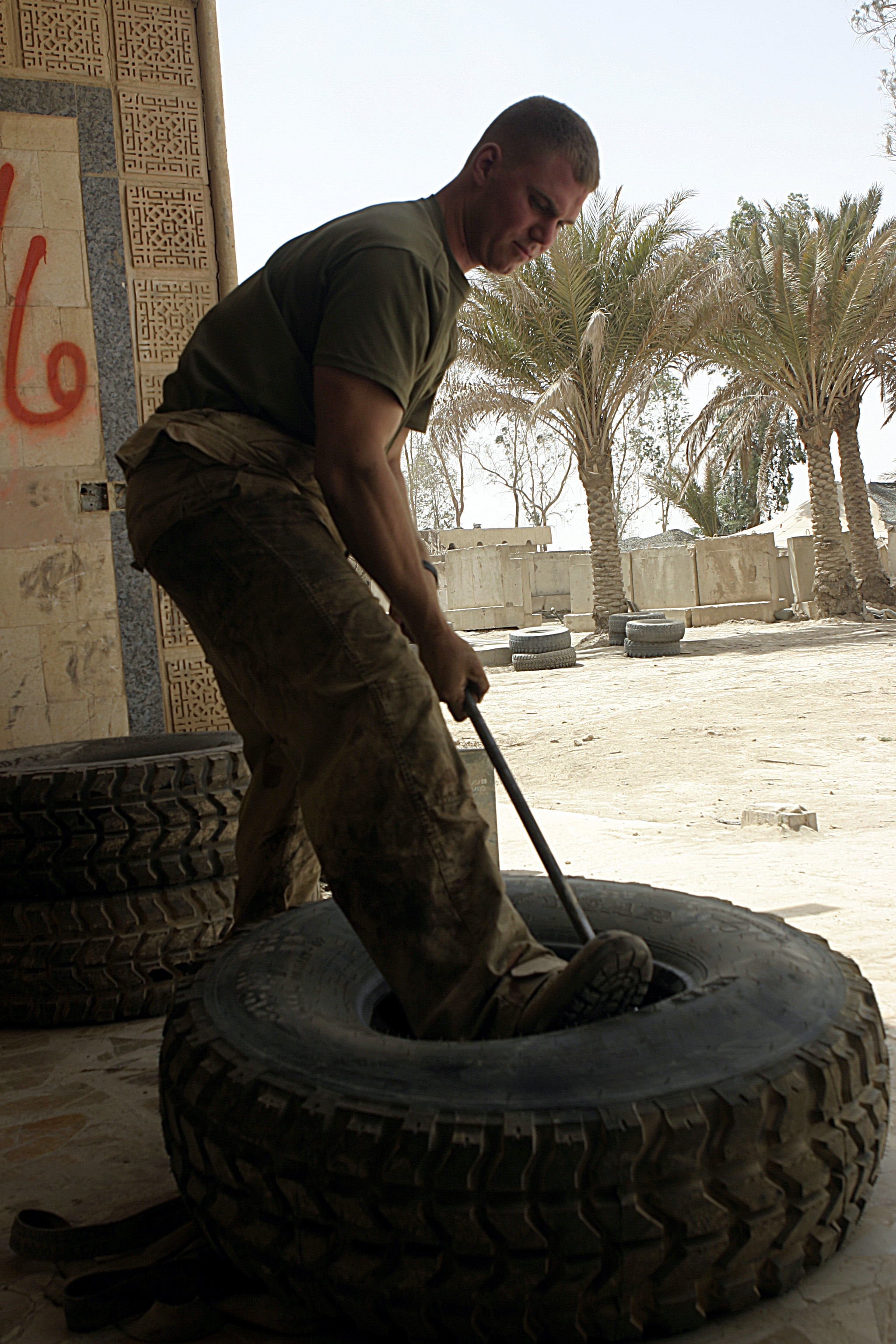
イラク・ファルージャ近郊のキャンプ・バハリアで戦闘用タイヤの組み換え作業を行う米海兵隊員。戦闘用タイヤ・ホイールの採用によりタイヤチェンジャーが利用できない環境でもタイヤレバーのみで作業が行えるようになった。(2005年)

ランフラットタイヤは、1930年代に現金輸送車などの商用車が銃撃などによる危険な襲撃に遭遇した際に安全に走行が続けられる技術として開発が始まり、ほどなく勃発した第二次世界大戦では多くの軍用トラック、装甲兵員輸送車、偵察車などで戦闘用タイヤとして普及した。1942年にはビードロックを持つ2ピース構造の戦闘用ホイール (コンバットホイール) も登場し、作業環境が劣悪な戦地でも比較的容易に戦闘用タイヤの組み換え作業が行えるようにもなった。戦闘用タイヤは当初はゲタ山型の接地面を有していたが、今日ではマッドテレーンタイヤに類似した接地面も用いられている。防御性能については、1990年代にロシア連邦で採用されたBTR-90のものを例に取ると、小火器の銃撃の他、対人用地雷の爆発にも耐えるとされている。軍事用途ではTweelなどのエアレスタイヤの研究開発も進んできてはいるが、2010年代現在もランフラットタイヤの支配的な地位を脅かすには至っていない。

### 自動車競技
モータースポーツの世界では、ストックカー最高峰のNASCARが、タイヤの内部にもう一つのタイヤを組み込んだ二重式タイヤ (Lifeguard Inner Liner Safety Spare) を使用しており、1周1マイル以上のオーバルトラックすべてと、ショートトラックのうちブリストル・モーター・スピードウェイにて装着が義務付けられている。この構造は、グッドイヤーが釘などの踏み抜きによりチューブタイヤがパンクすることを予防する目的で、1930年代中盤に発表した二重式タイヤチューブ (Lifeguard Safety tube)がベースとなっており、リチャード・ペティとダレル・ディアーリンガーをテストドライバーに起用して走行試験が重ねられ、1966年シーズンより正式に導入された。1960年代中盤はマッスルカー全盛時代で、1周2.5マイル以上のスーパースピードウェイでは平均周回速度が300 km/hに迫りつつあった時期であり、二重式タイヤの導入はカップ・カーが周回走行中にパンクを起こしても安全にピットレーンへ帰投することを可能とした。

## 主な種類

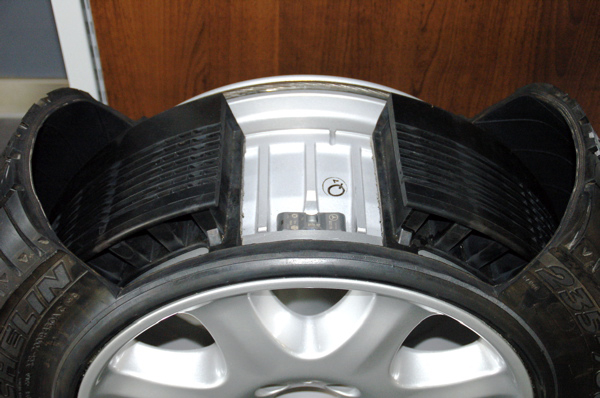
サイドウォール強化タイプと補助リング付きアルミホイール

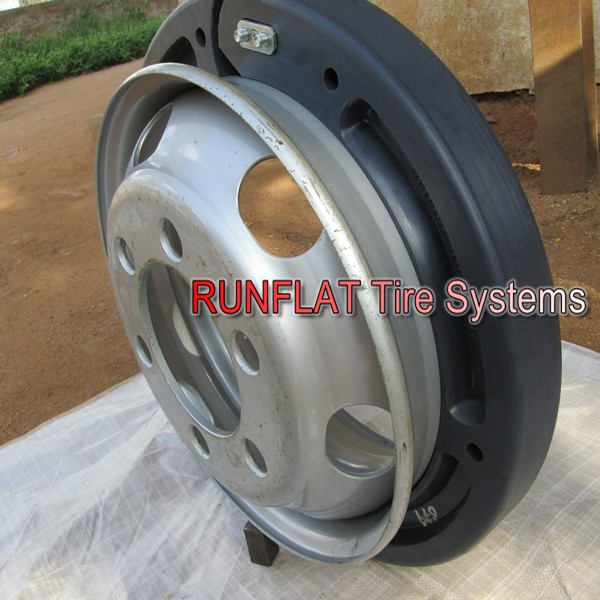
トヨタ・コースターの純正スチールホイール。現金輸送車として利用されるため、補助リングが後付けされている。

サイドウォール強化タイプ
現在のランフラットタイヤはほとんどがこのタイプである。タイヤのショルダー部 (サイドウォール) の剛性を強化したタイプで、ショルダー部強化タイヤとも呼ばれる。気体が抜けた後はこの部分でタイヤの形状を維持し支える。弾性不足による乗り心地の低下、重量車の荷重には耐えられないことが難点。ブリヂストンを中心としたメーカーで開発された。
中子 (なかご) タイプ
最初に登場した形式で、現在でも戦闘用タイヤの主流。タイヤ内部に構造 (中子) を持たせたタイプで、気体が抜けた後はこの構造でタイヤの形状を維持し支える。中子のぶん、重量とコストがかさむのが難点。ミシュラン、グッドイヤー、ダンロップ、ピレリなどのメーカーで開発されたが、一部の車種や新交通システムの車両が採用する程度でほとんど普及していない。
補助リング
軽量であるが、重荷重には弱いサイドウォール強化型を補助する目的で開発された後付け型の中子。ホイールのリムに装着する事で中子タイプと類似した走破性能を与えることが出来る。御料車や内閣総理大臣専用車などに代表される貴賓や政府首脳を送迎する特別な公用リムジンでは、銃撃などの危機の下でも安定した高速走行が続けられるように、こうした補助リングが併用されている。

## タイヤ空気圧監視システム
ランフラットタイヤではパンクしても運転者は感知できない。このためタイヤ空気圧監視システム (TPMS) と組み合わせ、パンクして空気圧が低下すると警告灯が点灯するシステムを搭載した自動車で使用することができる。このシステムを搭載していない自動車でもランフラットタイヤは装着できるが、基本的に協定でセット利用が定められている。

## 世代

### 第二世代
(2001年 - ) は、まだ開発途上の製品のため、ノーマルタイヤに比較して下記の点が劣っている。
- 乗り心地や段差通過時のショック。
- 重量増によるバネ下重量の増加。
- 製品数、流通量が少なく納期の遅れや価格が高い。
- スタッドレスタイヤの設定が限定され、サイズによっては、国内向け製品の入手が不可能なため、諸外国向けの輸入品となる。
- タイヤ交換時にランフラットタイヤに対応したタイヤチェンジャーの普及率が低い。
- また、通常のタイヤよりも重いため、燃費の悪化が起こる。

### 第三世代
(2010年 - ) は、欠点に対する改善が見られる。また、BMWが標準装備化 (2003年) を実施し、市場の普及率も向上していることが挙げられる。
- 乗り心地の改善[11]。 (ノーマル100に対して105の固さ[14])
- エンジンのダウンサイジング、多段AT化による燃費向上は、従来のノーマルタイヤモデルに比べても燃費向上。
- ランフラットの普及率向上による販売価格の低下、専用タイヤチェンジャーの普及率が向上。

## 普及状況
日本車では1999年市販の日産・ハイパーミニでTPMSと会わせて標準装備され、2001年、トヨタ・ソアラにオプションで設定された。その後、レクサス、日産・GT-Rなど高価格の乗用車を中心に装備が進められている。BMWでは2003年のBMW・5シリーズからMモデルを除く全車にランフラットタイヤを標準装備化した。米国のみ2012年モデルからは通常タイヤとランフラットタイヤの併売に切り替えている。初期、第二世代のランフラットタイヤから第三世代に進化しており、ユーザーから不満の多かった乗り心地についても改善されつつある。
JAFの年間パンク件数は30万件 (2014年) を超え増加傾向にある。パンク件数軽減のためにランフラットタイヤの効果が市場でも認められつつあり、今後のさらなる普及が見込める。

## タイヤ記号
タイヤメーカーによって、ランフラットタイヤを示す記号が異なっている。ここでは、ランフラットタイヤとして定着しつつある、サイドウォール強化タイプの記号を示しておく。
- ブリヂストン：RFT (Run-Flat Technology)
- ピレリ：r-f (RunFlat)
- コンチネンタル：SSR (Self Supporting Runflat tyres)
- グッドイヤー：EMT (Extended Mobility Technology)
- ダンロップ：DSST (Dunlop Self-Supporting Technology)
- ミシュラン：ZP (Zero Pressure)
- 横浜ゴム：ZPS (Zero Pressure System)
- 東洋ゴム：TRF (Toyo Run Flat)
- クムホ：ERP (Extended Runflat Performance)